# Ivan Milič
Ivan  Milič, slovenski glasbenik in glasbilar, * 7. februar 1970 Tržič.
Samozaposlen v kulturi Min.za Kult.R.S.
Pri Glasbeni Matici sedem let študiral klavir, pri prof. Hubertu Bergantu pa se je izpopolnjeval v orglah. Po dvoletnem študiju biologije je v Cremoni študiral na Mednarodni šoli za izdelovalce glasbenih inštrumentov »Antonio Stradivari«. Leta 1994 je uspešno opravil mojstrski izpit in kot prvi slovenec postal »maestro liutaio«, tj. diplomirani mojster goslar.
Izpopolnjeval se je pri cremonskih mojstrih v izdelovanju in restavriranju oz. popravilih godal, zlasti pri mojstrih Negroniju, Morassiju, obenem pa obiskoval občinsko šolsko delavnico za izpopolnjevanje ter tečaj izdelovanja lokov. Na gradu Sforzesco v Milanu je sodeloval pri katalogacji, negi ter vzdrževanju tamkajšnje obširne zbirke inštrumentov. Njegov mentor je bil Arnaldo Morano, največji  italijanski poznavalec in restavrator klasičnih inštrumentov 20.stoletja.
Leta 1994 je dobil štipendijo evropskega sklada za kulturo, ki mu je omogočila, da se je udeležil tečaja izdelovanja klasične kitare v Madridu. Leta 1995 se je udeležil narodnega in mednarodnega tekmovanja v Bavenu, (Lago Maggiore) in z izdelavo violončela prejel Stradivarijevo medaljo in nagrado »Premio Comune di Cremona« pod visokim pokroviteljstvom Predsednika Republike, za najboljši zvok inštrumenta. Istega leta je razstavljal svoje inštrumente v Pordenonu. Leta 1996 je bil sprejet v šolo izdelovanja orgel v Cremi (Italija) pod pokroviteljstvom dežele Lombardije, in pod strokovnim vodstvom Papeško priznane firme Cav. Inzoli Pacifico tudi uspešno diplomiral. Istega leta je razstavljal svoje inštrumente tudi v Ljubljani. Milič izdeluje, restavrira, servisira ter posreduje glasbene inštrumente, svoje znanje in visoko strokovnost nudi na razpolago slovenskim glasbenim šolam, ustanovam, slovenskim in mednarodnim mojstrom izvajalcem ter študentom. Je redni član Društva restavratorjev Slovenije DRS.
Živi in deluje v Dutovljah.

## Ostale razstave in nagrade
- Leta 2000 je razstavljal v Frankfurtu (Frankfurt Musik Messe)
- Leta 2001 v Los Angelesu (Anaheim Namm Music Fair)
- Leta 2004 je prejel status samozaposlenega v kulturi pri Ministrstvu za Kulturo  Republike Slovenije za zasluge na področju izdelovanja, restavratorstva in konservatorstva glasbilk
- Sprejet v razvid delavcev na področju kulture Ministrstva za kulturo Republike Slovenije kot »izdelovalec glasbil« in restavrator
- Leta 2005 Cremona Mondomusica
- Leta 2006 Cremona Mondomusica
- 2006 Celje, 1. Kongres ESTA Slovenija